# Сен-Мари
Сен-Мари́ (фр. Saint-Mary) — коммуна во Франции, находится в регионе Пуату — Шаранта. Департамент — Шаранта. Входит в состав кантона Сен-Кло. Округ коммуны — Конфолан.
Код INSEE коммуны — 16336.
Коммуна расположена приблизительно в 370 км к юго-западу от Парижа, в 85 км южнее Пуатье, в 28 км к северо-востоку от Ангулема.

## Население
Население коммуны на 2008 год составляло 376 человек.
| 1962 | 1968 | 1975 | 1982 | 1990 | 1999 | 2008 |
| ---- | ---- | ---- | ---- | ---- | ---- | ---- |
| 452  | 468  | 371  | 315  | 373  | 365  | 376  |

## Администрация
| Период | Период | Фамилия         | Партия | Примечания |
| ------ | ------ | --------------- | ------ | ---------- |
| 2001   | 2007   | Анни Сюро       |        |            |
| 2007   | 2014   | Элизабет Гюимар |        |            |

## Экономика
В 2007 году среди 229 человек в трудоспособном возрасте (15—64 лет) 161 были экономически активными, 68 — неактивными (показатель активности — 70,3 %, в 1999 году было 64,8 %). Из 161 активных работали 148 человек (81 мужчина и 67 женщин), безработных было 13 (3 мужчины и 10 женщин). Среди 68 неактивных 20 человек были учениками или студентами, 26 — пенсионерами, 22 были неактивными по другим причинам.

## Достопримечательности
- Церковь Сен-Мари, принадлежала бывшему монастырю аббатства Нотр-Дам[фр.]
- Пещера Артенак[фр.], которая дала название Артенакской культуре
- Поместье Сен-Мари (XV век)

## Фотогалерея

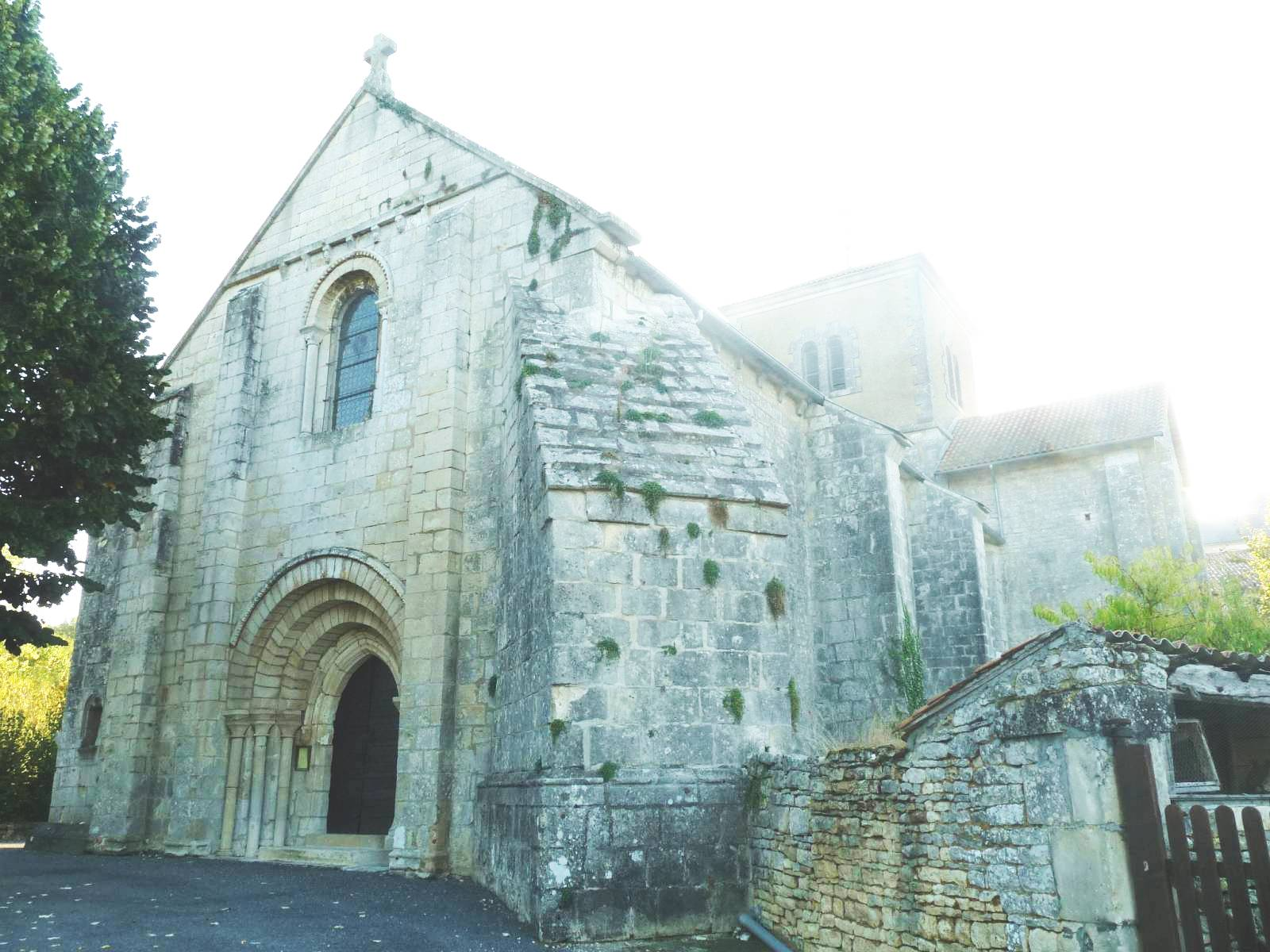
Церковь Сен-Мари
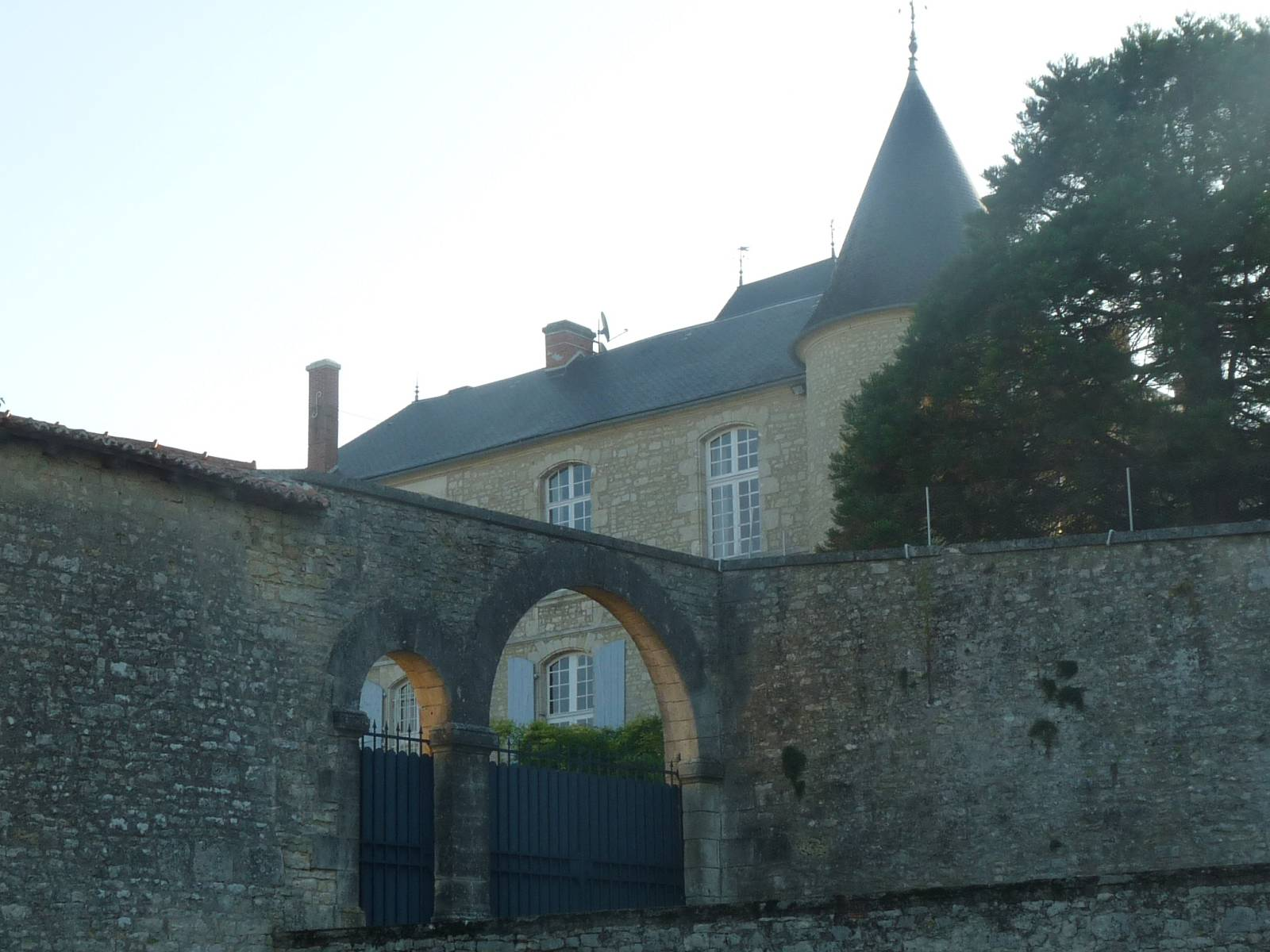
Поместье Сен-Мари
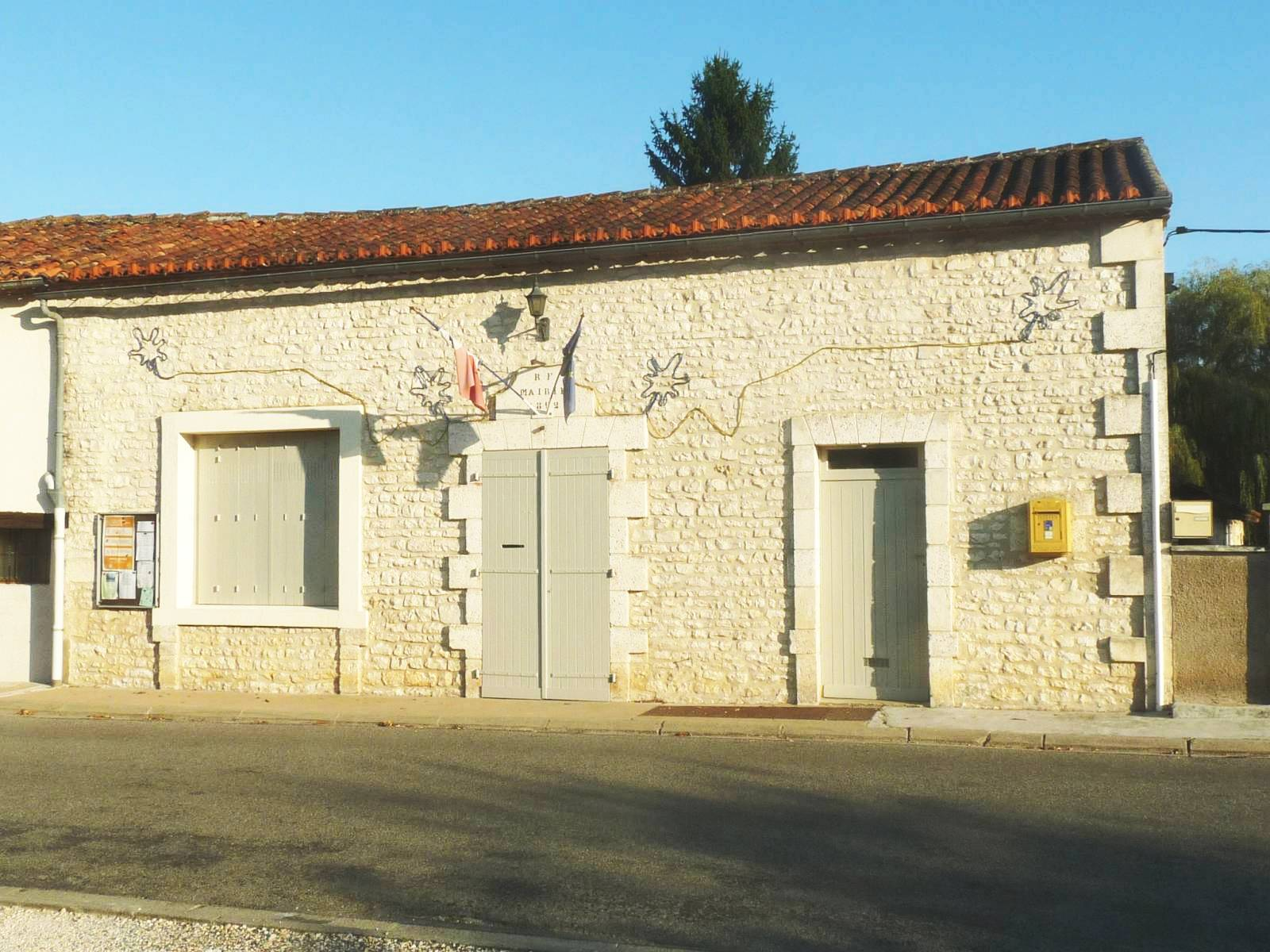
Мэрия
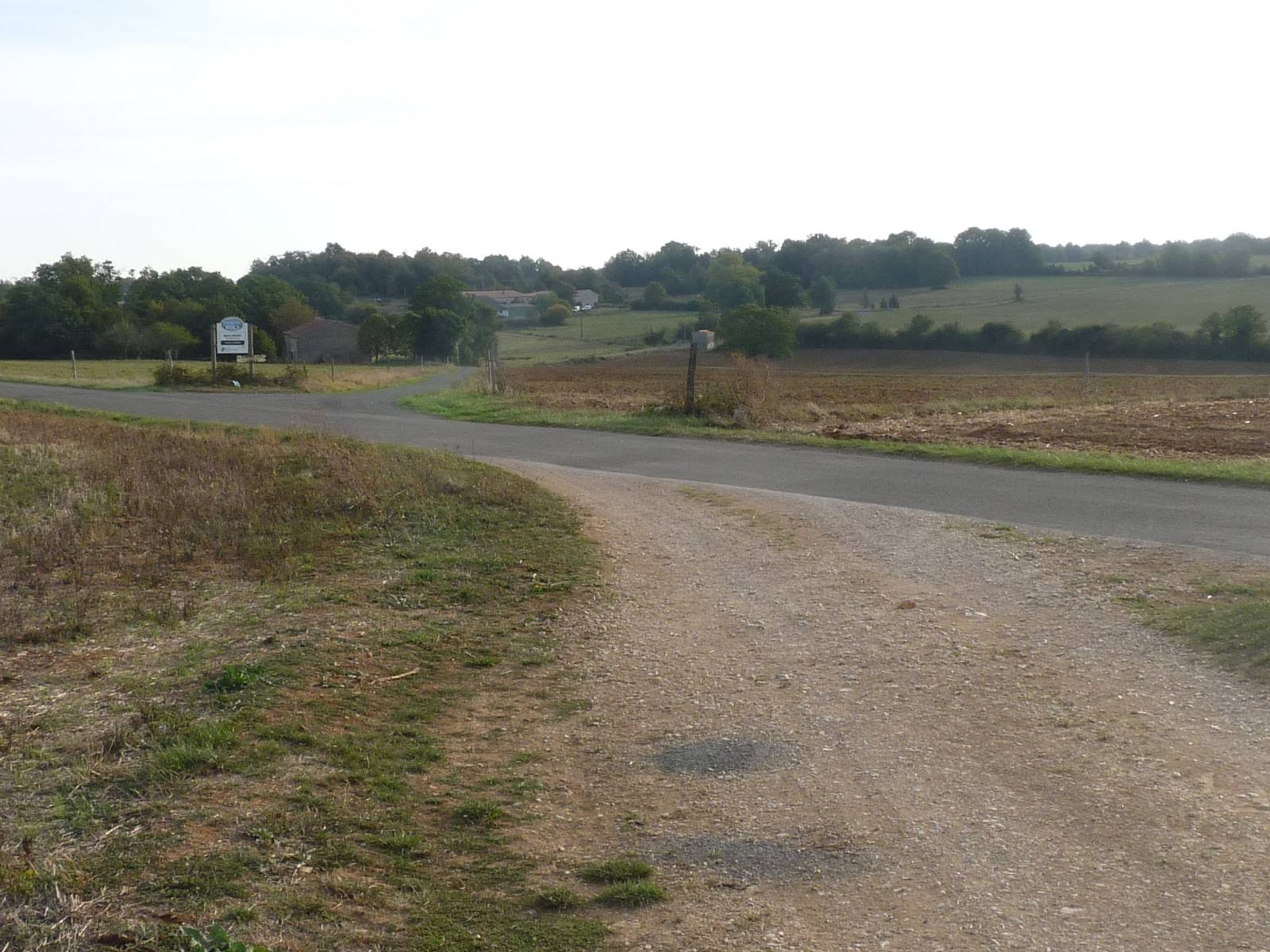
Пересечение двух древнеримских дорог